# Mihama, Mie
Mihama (japanska: 御浜町?, Mihama-chō) är en landskommun (köping) i Mie prefektur i Japan.  